# Vale de Oaxaca

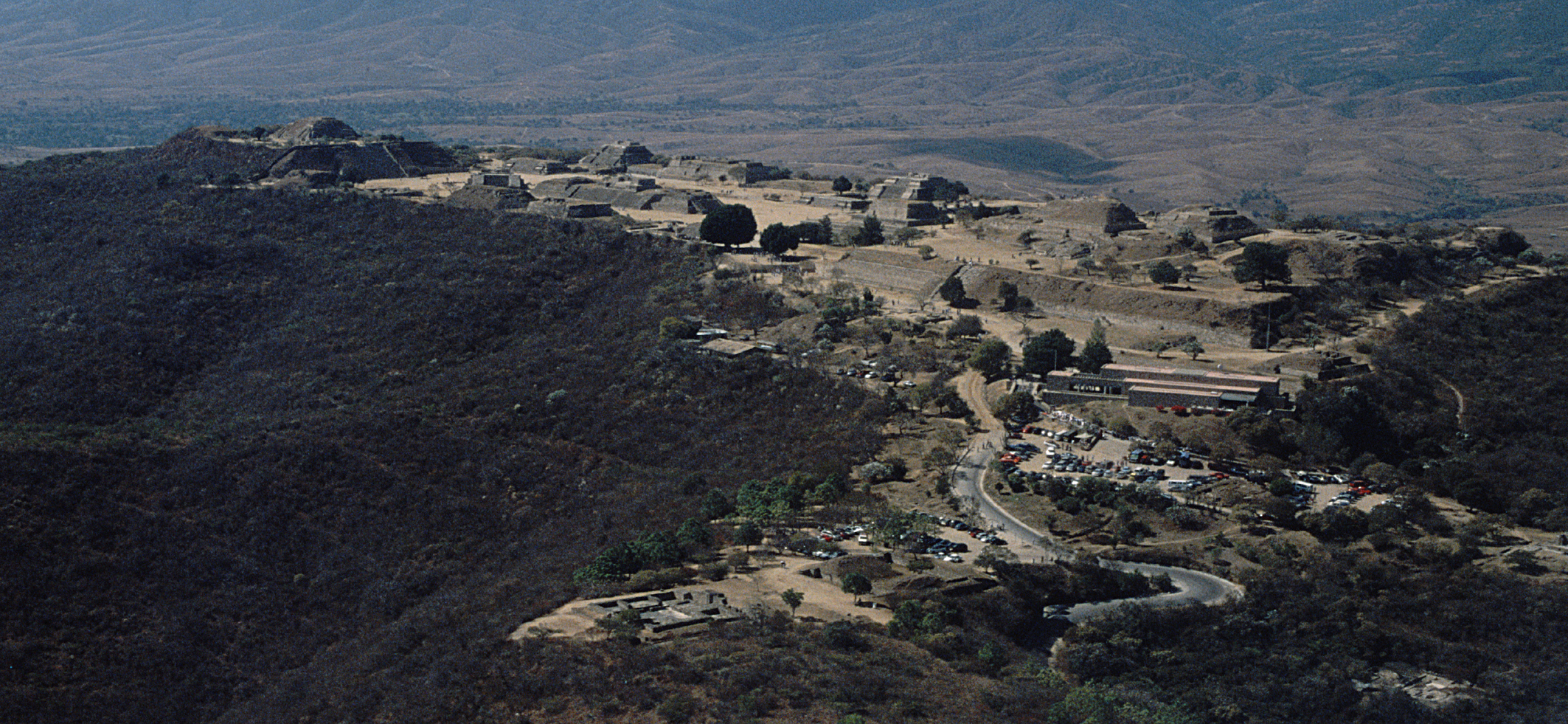
Vista para sudoeste sobre o Monte Alban, de onde se vê grande parte do Vale de Oaxaca

O vale de Oaxaca também conhecido pela designação de vales centrais de Oaxaca é uma região geográfica no actual estado de Oaxaca no sul do México. Situado na serra Madre do Sul, tem a forma de um Y distorcido e quase invertido, sendo que cada um dos seus braços tem uma designação própria: Etla (noroeste), Valle Grande (centro-sul) e Tlacolula (este).
Esta região foi o berço da civilização zapoteca, uma das mais antigas civilizações complexas da Mesoamérica, e da mais tardia cultura mixteca. Aqui se encontra um grande número de bem conhecidos sítios arqueológicos incluindo Monte Albán, Mitla e San José Mogote. A capital do estado, a cidade de Oaxaca, situa-se na zona central do vale.